# ミリアム・マクドナルド
ミリアム・マクドナルド（Miriam McDonald、1987年7月26日 - ）は、カナダの女優。オンタリオ州オークビル出身。

## 出演作品
- XIII -サーティーン- シーズン2
- ボディヒート／秘められた欲望
- フィアー・フロム・デプス（カーリー）
- タンネンベルク1939 独ソ侵略戦争